# Americký kostel v Paříži
Americký kostel v Paříži (anglicky American Church in Paris) je protestantský kostel v Paříži postavený v letech 1926–1931 na levém břehu na nábřeží Quai d'Orsay č. 65. Pařížský sbor je vůbec první farností Episkopální církve Spojených států amerických založenou mimo území Spojených států.

## Historie
Církevní sbor tvořený anglofonními protestanty byl založen v roce 1814, kdy dostal právo scházet se k bohoslužbám v Oratoire du Louvre, kostele francouzské reformované církve. Později si vybudoval vlastní kapli v ulici Rue de Berri v 8. obvodu a v roce 1858 Napoleon III. uznal samostatnou farnost americké církve. Ta sloužila jako krajanská americká komunita. V březnu 1926 začala výstavba současného kostela na nábřeží Seiny. Slavnostní vysvěcení proběhlo 6. září 1931.